# Golpe de Estado na Tailândia em 2014
O golpe de Estado na Tailândia de 2014 ocorreu em 22 de maio de 2014 quando as Forças Armadas Reais da Tailândia, lideradas pelo general Prayuth Chan-ocha, comandante do Exército Real Tailandês, lançaram um golpe de Estado contra o governo interino do primeiro-ministro Niwatthamrong Boonsongpaisan, após seis meses de revoltas e crise política.
O exército estabeleceu uma junta militar chamada de Conselho Nacional para a Manutenção da Paz e da Ordem (NCPO), responsável pela direção do país. A junta revogou parcialmente a Constituição de 2007, declarou lei marcial e toque de recolher em todo o país, proibiu reuniões políticas, prendeu políticos e ativistas anti-golpe, impôs a censura na Internet e assumiu o controle dos meios de comunicação.
Prayuth Chan-ocha, anunciou em 27 de junho que a junta militar irá instalar uma constituição provisória no próximo mês e que as eleições serão realizadas em torno de outubro de 2015. Esta constituição temporária permitirá uma legislatura interina começar a governar o país em setembro de 2014.

## Imposição da lei marcial
O exército interveio em 20 de maio de 2014, quando seu comandante, o general Prayuth, impôs a lei marcial em todo o país a partir de 03:00 horas (hora local). Ele disse na televisão que a imposição da lei marcial ocorreu devido à violência contínua de diversas partes e tinha o propósito de permitir que o exército possa manter e restaurar a paz de uma forma mais eficaz.
O golpe de Estado foi o segundo em oito anos e depôs um governo eleito que tinha insistido há meses que a frágil democracia do país estava sob ataque de manifestantes, dos tribunais e do exército. O país está profundamente dividido entre uma estabelecida elite sediada em Bangkok e no sul que não pode ganhar as eleições e de outro lado por uma maioria mais pobre centrada no norte e nordeste que começou a perceber o poder político e econômico.

## Golpe
O golpe de Estado foi ordenado minutos após o fracasso de uma reunião promovida pelos generais para forçar um acordo entre as facções políticas que se confrontavam nos últimos seis meses. O exército, então, assumiu o controle do país e suspendeu todos os direitos constitucionais. Prayuth Chan-Ocha, se dirigiu aos tailandeses em um pronunciamento televisivo para assegurar que esse golpe seria o caminho mais rápido para restabelecer a estabilidade do país perdida após meses de crise política.
A oposição, por sua vez, afirmava até a declaração do golpe que se encontrava na última fase de sua ofensiva para derrubar o governo interino, instalado após a destituição da primeira-ministra Yingluck Shinawatra. Ela havia sido acusada de ser um fantoche de seu irmão Thaksin Shinawatra, por sua vez derrubado por um golpe de Estado em 2006, que se encontra no exílio.
Como medidas, o exército impôs um toque de recolher, a suspensão das transmissões de televisão e rádio, a Constituição também foi suspensa (salvaguardando a monarquia) e a lei marcial de 20 de maio foi reiterada.
Os golpes palacianos e os golpes militares marcaram a evolução política da Tailândia no século passado e, com este de 2014, já somam 12 levantes militares que prosperaram até o momento em um país que já contabiliza até 19 pronunciamentos desde 1932; o ex-Rei Bhumibol sobreviveu a 10 deles.

## Reações

### Os protestos contra o golpe
Apesar da proibição de reuniões políticas de mais de cinco pessoas, os manifestantes, incluindo estudantes da Universidade Thammasat, marcharam para o Monumento da Democracia em 23 de Maio de 2014 e expressaram sua desaprovação contra o golpe de Estado. Mas oficiais militares impediram-os de proceder ao monumento, citando o medo da violência e do conflito.
No mesmo dia, os protestos separados também ocorreram fora do Centro de Arte e Cultura de Bangkok, liderado por artistas e ativistas sociais dos meios de comunicação independentes. No entanto, soldados enviados pelo NCPO prenderam os manifestantes e o paradeiro dos detidos não são conhecidos.
Em 24 de maio, um grupo de pessoas realizou um protesto anti-golpe em frente ao cinema Major Ratchayothin em Bangkok. Um outro grupo de manifestantes pretendiam marchar ao Monumento da Vitória, mas foram impedidos por soldados. Em Chiang Mai um grupo de pessoas vestidas de preto em sinal de protesto marcharam para o centro da cidade, onde se realizou uma cerimônia à luz de velas criticando a ação militar.

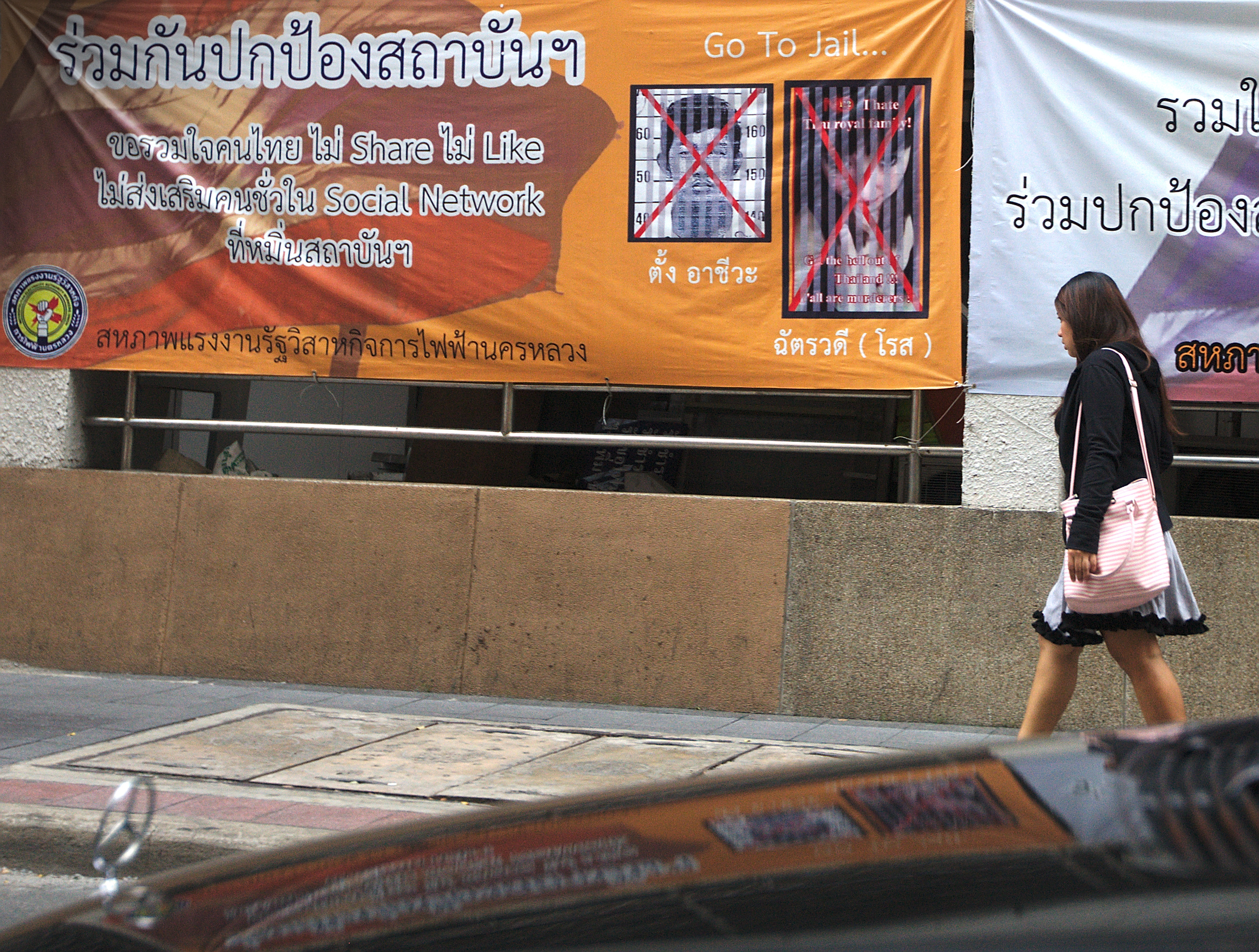
Banner em Bangkok, observada no dia 30 de Junho de 2014, informando ao público que 'como' ou atividade 'share' em mídias sociais podem colocá-las na prisão.

Além disso, divulgações anti-golpe foram intensamente divulgadas em mídias sociais tailandeses, como Facebook, Twitter e Line, mesmo tendo o governo militar ter advertido que iria bloquear a mídia social se material crítico do golpe fosse publicado. A repórter, Pornthip Mongyai, foi demitida por sua agência de notícias, Mono Group, depois de uma foto mostra-la ao lado de uma linha de soldados com um "X" gravado sobre os lábios.
Duas semanas após o golpe e apesar de cerca de 6.000 soldados estarem desdobrados em oito locais em Bangkok, os manifestantes continuaram desafiando a proibição de fazer manifestações contra a junta militar, a qual tinha advertido que os manifestantes serão julgados por tribunais militares.
Em resposta às atividades anti-golpe da mídia social, o NCPO ordenou o Ministério de Tecnologia da Informação e Comunicação (MICT) de bloquear "de vez em quando" o Facebook na Tailândia, a partir de 28 de maio de 2014. Naquela noite, o Facebook foi bloqueado por aproximadamente uma hora em todo o país. O MICT declarou em 24 de maio que mais de 100 URLs foram bloqueadas sob lei marcial. Os militares também disseram que gostar de uma página anti-golpe no Facebook constitui uma infracção penal.
Manifestantes tailandeses contra o golpe foram informados para usar a saudação de três dedos como na série de filmes Jogos Vorazes, simbolizando a sua oposição ao golpe. Os três dedos representam igualdade, liberdade e fraternidade. O Exército anunciou que prenderá qualquer pessoa que usar a saudação.

### Setor acadêmico
O golpe também causou fortes reações dos acadêmicos tailandeses, com a maioria expressando séria preocupação com seu impacto negativo sobre a democracia na Tailândia e os direitos humanos. Mas alguns acadêmicos tailandeses argumentaram que não havia outra solução para os problemas da Tailândia.
Um grupo de professores universitários, que se denominam a Assembleia para a Defesa da Democracia (AFDD), emitiu uma declaração em 23 de Maio de 2014, destacando o direito do povo de oferecer resistência a um governante ilegítimo e solicitando os militares de libertar imediatamente os detidos.
Naquele dia, os membros AFDD reuniram em frente da Universidade Thammasat para expressar sua postura anti-golpe. Os estudiosos da Universidade da Meia-Noite, também emitiram um comunicado denunciando o golpe e exigindo a renúncia da Comissão Nacional de Direitos Humanos.
Em resposta à forte oposição do setor acadêmico, a NCPO, em 24 de maio de 2014, convocou jornalistas e líderes estudiosos pró-democracia. Apesar de a NCPO ameaçar que aqueles que não comparecerem enfrentarão sanções penais, mas muitos dos convocados disseram que não iriam.
Entre os obrigados a se apresentar aos militares no domingo, está Pravit Rojanaphruk, um colunista do diário The Nation. Em um tweet na noite de sábado Pravit foi desafiador, dizendo que "quanto mais a Junta exercer o seu poder ilegítimo, quanto mais ela se torna ilegítima".
Outro na lista, o professor de Estudos do Sudeste Asiático da Universidade de Kyoto Pavin Chachavalpongpun, disse por telefone do Japão que não iria e que a convocação significa que a Junta Militar se sente insegura.

### Reações internacionais
- Um grupo de historiadores de estudos tailandeses, de vinte universidades na Austrália, Canadá, Dinamarca, Japão, Malásia, Singapura, Reino Unido e os Estados Unidos publicaram conjuntamente uma carta aberta em que citam: "O golpe não pode ser uma medida de paz porque o próprio golpe é o uso da violência". Eles também pedem ao NCPO para retornar imediatamente à ordem constitucional por um governo civil e para fornecer um cronograma concreto para tal retorno.[30]
- A Anistia Internacional divulgou um comunicado dizendo prender ativistas pacíficos anti-golpe é um "precedente perigoso" e "manutenção da ordem pública não pode ser uma desculpa para violar os direitos humanos". Ela também pediu ao NCPO para esclarecer o paradeiro das pessoas detidas e presas.[31]
- A Human Rights Watch descreveu as ações do NCPO como o exercício dos "poderes draconianos da lei marcial " e pediram o fim imediato dos mesmos. Seu diretor asiático Brad Adams disse: "O exército tailandês precisa reconhecer que o governo deve ser escolhido pelo voto e não a bala.[32]
- No dia 23 de junho, os ministros do Exterior da União Europeia condenaram o golpe militar na Tailândia e concordaram com medidas punitivas para reforçar os pedidos para um retorno urgente a um regime democrático. Em um comunicado, os ministros anunciaram que suspenderam todas as visitas oficiais a Tailândia, assim como a assinatura de um acordo de parceria e cooperação com Bangkok.[33]

## Apoio da Monarquia
No dia 26 de maio o líder da junta tailandesa oficialmente recebeu a aprovação do rei para governar o país. Prayuth também justificou o golpe dizendo que ele tinha que restaurar a ordem depois de sete meses de confrontos violentos e turbulência política entre o governo e manifestantes. Poucas horas antes ele tinha assinado um comunicado informando que aqueles que violarem ordens da junta estariam sujeitos a processos judiciais marcial.

## Consequências econômicas
De acordo com o Departamento de Turismo da Tailândia o número de estrangeiros que chegaram na Tailândia caiu 4,9% nos primeiros quatro meses de 2014 em relação ao ano anterior e devido a lei marcial, as entradas de turistas no país deverão continuar diminuindo. O turismo é responsável por até 10% do produto interno bruto (PIB), sendo um setor importante para a segunda maior economia do Sudeste Asiático. O chefe do Exército, Gen Prayuth Chan-Ocha, citou que o movimento não é um golpe de Estado e as pessoas não devem se preocupar. O regime tem se preocupado em garantir uma auto-suficiência para reduzir os efeitos das sanções.

## Assembléia Legislativa Nacional
Dos 200 membros da Assembléia Legislativa Nacional escolhida pela junta militar, mais de 100 são militares e policiais ativos ou aposentados. A lista foi anunciada no dia 31 de julho de 2014 depois de ter sido aprovada por Sua Majestade o Rei. Devido quase metade dos parlamentares que a compõem serem oficiais militares, parece muito provável que o chefe da NCPO, Gen Prayuth Chan-ocha, será nomeado como primeiro-ministro. A Assembléia tem a tarefa de nomeação do primeiro-ministro no âmbito da Carta provisória.